# Bottom kvark
A bottom kvark vagy b kvark (jele: b), egy harmadik generációs kvark -1/3{\displaystyle e^{-}} töltéssel. Tömege 4,200 MeV/{\displaystyle c^{2}}, amely nagyjából négyszerese a proton tömegének. A legtöbb mezon tartalmaz bottom kvarkot, de a top kvark és a Higgs-bozon bomlásakor is keletkeznek bottom kvarkok.
A bottom kvark létezését 1973-ban Makoto Kobayashi és Toshihide Maskawa fizikusok feltételezték, hogy így magyarázzák a CP sértést. Azonban csak később, 1977-ben a Fermilab-ban Leon Lederman által vezetett kutatócsoport fedezte fel. Kobayashi és Maskawa 2008-ban fizikai Nobel-díjat kaptak a CP sértés magyarázatáért.
A bottom kvark felbomolhat az up kvark vagy bájos kvarkra is a gyenge kölcsönhatástól függően. Ezen kvarkok élettartama {\displaystyle 10^{-12}} mely valamivel hosszabb a bájos kvarkénál ({\displaystyle 10^{-13}}), de kevesebb a ritka kvarkénál ({\displaystyle 10^{-10}}).

## Hadronok, melyek bottom kvarkot tartalmaznak
- B mezonok tartalmaznak egy bottom kvarkot (vagy antikvarkot) és egy fel vagy egy le kvarkot.
- Bc és Bs mezonok tartalmaznak bottom kvarkot furcsa vagy bájos kvarkkal egyidőben.
- Üpszilon-mezon tartalmazhat bottom kvarkot és bottom antikvarkot.

### Könyvek
- A. Pickering. Constructing Quarks. University of Chicago Press, 114–125. o. (1984). ISBN 0226667995
- R. Nave: Quarks. HyperPhysics. Georgia State University, Department of Physics and Astronomy. (Hozzáférés: 2008. június 29.)

### Szakirodalom
- Kobayashi, Makoto (1973). „CP-Violation in the Renormalizable Theory of Weak Interaction”. Progress of Theoretical Physics 49 (2), 652–657. o, Kiadó: Oxford University Press. DOI:10.1143/ptp.49.652. (Hozzáférés: 2017. május 16.)
- F. Abe et al. (CDF együttműködés) (1995). „Observation of top quark production in pp collisions with the Collider Detector at Fermilab”. Physical Review Letters 74 (14), 2626–2631. o, Kiadó: Amerikai Fizikai Társaság. DOI:10.1103/physrevlett.74.2626. (Hozzáférés: 2017. május 16.)[halott link]
- Abachi, S. (1995). „Search for High Mass Top Quark Production in pp¯ Collisions at √s= 1.8 TeV”. Physical Review Letters 74 (13), 2422–2426. o, Kiadó: Amerikai Fizikai Társaság. DOI:10.1103/physrevlett.74.2422. (Hozzáférés: 2017. május 16.)